# مراغة (إيران)
مراغة أو مراغه (بكسر الغين) هي مدينة تقع في شمال غرب إيران. عدد سكانها 170000 نسمة (تقديرات عام 2003). تقع على ارتفاع 1619 م فوق مستوى سطح البحر، في محافظة شرق آذربيجان. تقع المدينة على بعد 22 كلم شرق بحيرة أرومية، وتبعد عن مدينة تبريز بحوالي 130 كلم، كما تبعد عن شرق العاصمة طهران بـ 700 كلم. تعد المنطقة وادٍ خصب أسفل جبل سهند.
تعتبر مراغة مركزاً لمنطقة زراعية غنية تنتج الثمار، وتصدر الفواكه المجففة. من بين المعالم الرئيسية للمدينة أبراج القبور الخمسة التي تعود إلى القرنين الثاني عشر والثالث عشر. كما يعد قبر سرخ الذي بني عام 1147 أحد أفضل الأمثلة لأعمال البناء في إيران. يمكن رؤية بقايا لمرصد قديم يعود وجوده لعام 1259 خارج المدينة.

## توأمة
لمراغة (إيران) اتفاقيات توأمة مع:
- غورازده

## أعلام
- عبد القادر المراغي
- أوحدي المراغي
- الأشرف المراغي
- المراغه اي
- السموأل بن يحيى المغربي